# バーノン郡 (ルイジアナ州)
バーノン郡（英: Vernon Parish）は、アメリカ合衆国ルイジアナ州の西部中央に位置する郡である。2010年国勢調査での人口は52,334人であり、2000年の52,531人から0.4％減少した。郡庁所在地はリーズビル市（人口6,612人）であり、同郡で人口最大の町でもある。
バーノン郡はフォートポークサウス小都市圏に属し、またフォートポークサウス・デリッダー広域都市圏を構成している。

## 歴史

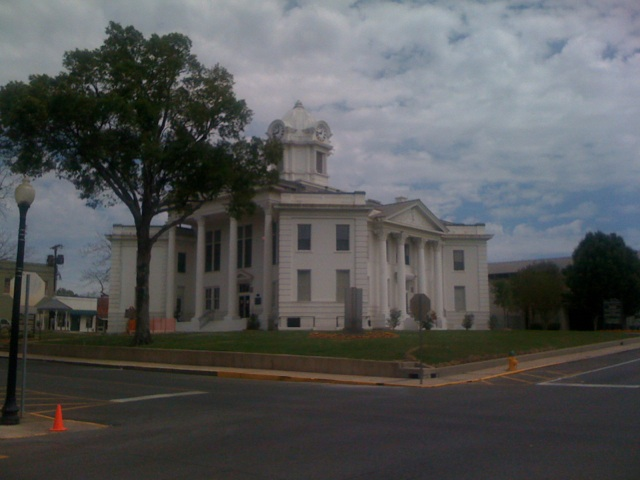
リーズビル市にあるバーノン郡庁舎

1871年3月30日、ルイジアナ州議会はナケテシュ郡、ラピッズ郡、サビーン郡のそれぞれ部分を合わせてバーノン郡を創設する法案を成立させた。郡名の由来については4つの説があるが、1つだけが州によって公式に確認されている。それはジョージ・ワシントンの邸宅であるマウントバーノンに因むものということである。その他の説は民間の伝承ではあるが、1)郡名を付けるために選ばれた委員の一人ジョー・ムーアの持ち馬の名前であり、ムーアはその俊足な馬の名前を付けることで馬と同じくらい迅速に郡が成長することを請合うと主張した。2)イギリス海軍の士官だった人気のある教師に因むもので、「ミスター・バーノン」とのみ呼ばれていた。これはバーノンの栄誉を讃えるものではないが、委員のそれぞれが自分の名前を付けたがっており、その論争を避ける意味合いがあった。3)これは1)の説に近いものだが、委員達が店で酒を飲みながら名前を議論しているときに、店の主人が貴重なウィスキーとその利益を守ろうとして、荷車をラバに曳かせていた土地の男を呼びとめ、その男が何と言うかで郡の名前を付けるべきだと提案した。その男は「このラバをバーノンと呼んでいる。この国で最も足が速いラバだからだ」と答えた。
当初、バーノン郡の領域はアメリカ合衆国とスペインの間で領土論争のあった所であり、中立地帯と呼ばれていた。その論争が続いた結果、地域は無法者の避難所になっていた。1803年のルイジアナ買収以前、この地域に入ってきた数少ない人々はフランス人とスペイン人の開拓者だった。ドクター・バーがバーフェリーの町を造ったのもこの時期だった。この町は「ルイジアナの玄関」と呼ばれた。この町の近くに現在も砲台があり（南軍の胸壁と呼ばれる）、南北戦争のときにノーラン・トレイス沿いの北軍の動きから守るために南軍兵が駐屯していた。

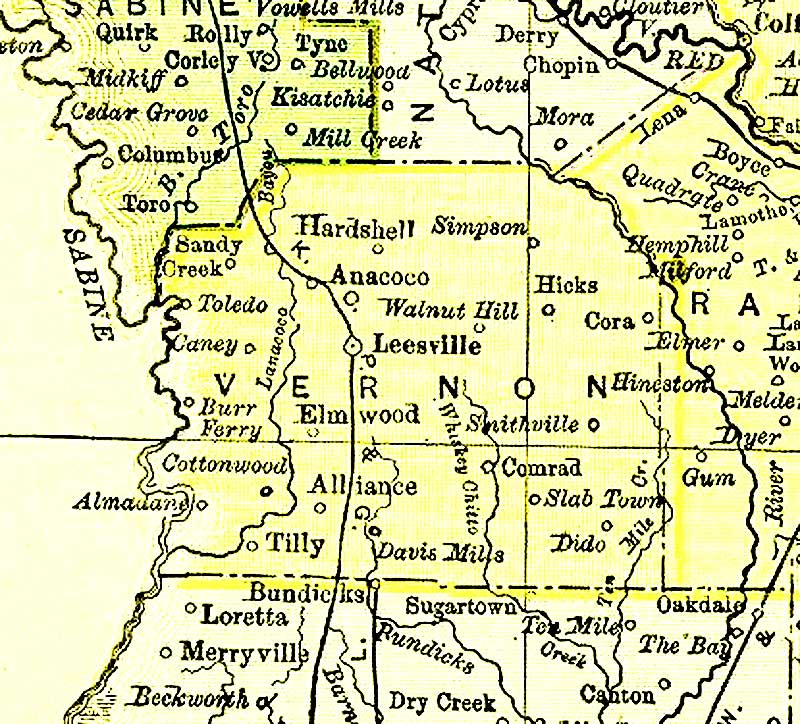
バーノン郡図、1895年

郡の創設以来一貫してリーズビルに郡庁舎がおかれているが、リーズビルが法人化されたのは1900年2月15日になってからだった。この町はエドマンド・E・スマート博士が設立したが、その父であるR・スマート上院議員が、南軍の将軍ロバート・E・リーに因んで名付けた。町を設立したとき、土地はスマート博士の所有するプランテーションだった。現在もルーラ通りと第一通りの角にプランテーションの家屋が残っている。
1890年代後半、郡創設時以来の主要産業だった製材業が、1897年のカンザスシティ・サザン鉄道の開通によって好況となり、現在に続くものとなった。
第一次世界大戦の後、バーノン郡には2つの社会主義者の集まる町ができた。1917年に設立されたリャノ・デル・リオ・コーペラティブ・コロニー（後にニューリャノとなった）とクリスチャン・コモンウェルス・コロニーである。これらのコロニーは、共有財産と労働を分かち合う実験を行う目的で経済学者や社会科学者を集めようとしたものだった。この2つの中でリャノ・デル・リオが住民10,000人以上と大きく、長続きした。どちらも不況に襲われた1930年代に潰えた。
1939年から1940年に行った演習直後の1941年、アメリカ陸軍がキャンプ・ポークを開設した。このキャンプは直ぐに郡の経済でも製材業を凌ぐようになり、郡庁所在地のリーズビル市人口がキャンプ開設後に3,500人から18,000人にまで飛躍的に増大したことからも、その効果は明らかである。キャンプの名前は、ルイジアナ最初の聖公会司祭で、「南軍の戦う司祭」とも呼ばれたレオニダス・ポークに因んで名付けられた。このキャンプは第二次世界大戦の間、主要な訓練施設として機能した。現在フォートポークと呼ばれるこの施設は国内でも5番目に大きな軍事施設であり、広さは 200,000 エーカー (800 km²) ある。兵士が常に移動し、郡に対する相互依存関係もあるので、多くの州や国の文化が混ぜ合わさり、真の「坩堝」になっている。

## 地理
アメリカ合衆国国勢調査局に拠れば、郡域全面積は1,342平方マイル (3,474 km2)であり、このうち陸地1,328平方マイル (3,441 km2)、水域は13平方マイル (34 km2)で水域率は0.98％である。

### 主要高規格道路
- アメリカ国道171号線
- ルイジアナ州道8号線
- ルイジアナ州道10号線
- ルイジアナ州道28号線

### 隣接する郡
- サビーン郡 - 北西
- ナケテシュ郡 - 北
- ラピッズ郡 - 東
- アレン郡 - 南東
- ボーリガード郡 - 南
- ニュートン郡 (テキサス州) - 西

### 国立保護地域
- キサッチー国立の森（部分）

## 人口動態
以下は2010年国勢調査による人口統計データである。
| 基礎データ - 人口: 52,334人 - 人口密度: 15人/km2（39人/mi2） 人種別人口構成 - 白人: 75.70% - アフリカン・アメリカン: 14.2% - ネイティブ・アメリカン: 1.4% - アジア人: 1.8% - 太平洋諸島系: 0.50% - 混血: 4.1% - ヒスパニック・ラテン系: 7.2% 年齢別人口構成 - 5歳未満: 9.2% - 18歳未満: 27.7% - 65歳以上: 9.4% - 性比 - 女性: 48.8% - 男性: 51.2% | 世帯と家族 - 平均構成人数 - 世帯: 2.64人 収入と家計 - 収入の中央値 - 世帯: 42,322米ドル - 人口1人あたり収入: 14,036米ドル - 貧困線以下 - 対人口: 16.2% |

## 都市と町

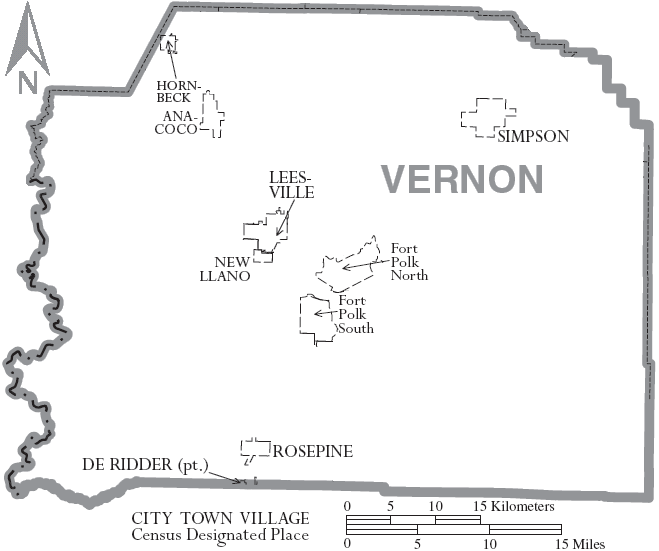
バーノン郡図

### 都市
- リーズビル - 郡庁所在地

### 町
- ホーンベック
- ニューリャノ
- ローズパイン

### 村
- アナココ
- シンプソン

### 国勢調査指定地域
- フォートポークノース[12]
- フォートポークサウス[13]

### 未編入の町
| - バーフェリー - ケイニー - クーパーズ - クラブンス - エバンス - フラートン | - ホーソーン - ヒックス - ハットン - カースウッド - ラキャンプ - レアンダー | - ピッカリング - ピトキン - サンディヒル - スラグル - テンプル |

## 教育
バーノン郡教育委員会が郡内公立学校を運営している。

### 初等中等教育
バーノン郡の公立学校は全てバーノン郡教育委員会が運営しており、18の学校と1つのオプション学校がある。

### 継続学習

#### セントラル・ルイジアナ・テクニカル・カレッジ
ルイジアナ・テクニカル・カレッジがニューリャノの南にあるらマーサルター・キャンパスを運営している。このキャンパスは州内40か所あるキャンパスの1つである。

### カレッジ

#### ノースウェスタン州立大学
ノースウェスタン州立大学はナケテシュを主とする4年制公立大学であり、ルイジアナ大学システムに属している。そのリーズビル・フォートポーク・キャンパスはフォートポークの州道467号線沿いにあり、バーノン、ボーリガードおよびサビーン各郡さらにフォートポークの軍人社会から学生を集めている。2年間の準備期間に加えて、准学士、学士、修士の学位を取得できる。

#### フォートポーク教育センター
フォートポーク教育センターでは、軍務にある者、軍人の家族、防衛省職員、退役軍人、防衛省との契約者および地元市民に向けて、教室、遠隔学習およびオンラインで自己開発の機会を提供している。教室を使う市民の学生はアメリカ国道171号線近くの主玄関を通ることが求められている。

#### セントラル・ミシガン大学
セントラル・ミシガン大学はルイジアナを本拠にする軍人の教育需要に対して1981年から教育を提供しており、現場では修士をまたオンラインでは学士から博士までの学位に対応している。フォートポークで世界の舞台に兵士を送る前に訓練を行っているように、セントラル・ミシガン大学の学位取得プログラムは、兵士が軍事とさらにその先で経歴を積むことができるようにしている。

#### セントラル・テキサス・カレッジ
セントラル・テキサス・カレッジは公立の自由入学制、コミュニティ・カレッジであり、学術、専門、職業・技術分野で准学士の学位や資格認定を行っている。フォートフッドに近いことで、小さなジュニアカレッジから軍隊に入る前のカレッジまで関わっている。全国の4年制大学との合意に基づいて2年制から4年生への転換も扱っている。

#### ルイジアナ州立大学
ルイジアナ州立大学は一般教養の修士課程大学である。

#### アッパー・アイオワ大学
アッパー・アイオワ大学フォートポーク校は地域の軍人と民間人向けの教育を行っている。1995年に開設され、9つの学科で科学学士を提供している。授業は遠隔教育とも組み合わされ、他に11の学科を履修できる。資格取得コースもある。学校年の間は5回の8週間プログラムで教育してる。夕方や週末にも開講される。